# はちぶんぎ座デルタ星
はちぶんぎ座δ星（英語: Delta Octantis）は、はちぶんぎ座にある4等星の恒星で、オレンジ色に輝く巨星である。
土星にとっての南極星となっている。